# اچلنتسا
اچلنتسا (ایتالیایی: Eccellenza، [ettʃelˈlɛntsa]) پنجمین سطح (از ۱۵–۲۰۱۴) فوتبال در ایتالیا می‌باشد. این سطح که یک لیگ منطقه‌ای به حساب می‌آید از ۲۸ بخش جغرافیایی تشکیل شده‌است.